# Os Bruzundangas
Os Bruzundangas é um livro de autoria do escritor brasileiro Lima Barreto, publicado póstumamente em 1922.  Os direitos autorais sobre as crónicas satíricas Notas sobre a República dos Bruzundangas ou Os Bruzundangas foram vendidos ao editor Jacintho Ribeiro dos Santos em 1917.

## Tema
A obra é uma sátira da vida brasileira nos primeiros anos da Primeira República,  Bruzundanga é um país fictício, onde havia, tal como na Primeira República, diversos problemas sociais, econômicos e culturais, entre os quais os títulos acadêmicos possuídos pelos ricos que eram não mais que pseudo-eruditos.
No capítulo "Um mandachuva" ele traça os contornos de um político anônimo, cujo perfil mantém a sua atualidade decorrido quase um século desde o esboço. O político vem de uma cidadezinha no interior do país, tendo tido sua formação restrita às suas atividades domésticas e profissionais, sem qualquer gosto por pensamentos mais altos como a arte e a cultura, mediocridade, desinteresse, provincianismo e descaso pelas audiências públicas.

## Crítica
Alfredo Bosi afirma que a obra não é sobre um lugar fictício, mas sobre o Brasil do começo do século:

Com Os Bruzundangas Lima Barreto fez obra satírica por excelência. Valendo-se do feliz expediente de Montesquieu nas Cartas Persas, imaginou um visitante estrangeiro a descrever a terra de Bruzundanga, nada mais nada menos que o Brasil do começo do século. Escrita nos últimos anos, a obra traz forte empenho ideológico e mostra o quanto Lima Barreto podia e sabia transcender as próprias frustrações e se encaminhar para uma crítica objetiva das estruturas que definiam a sociedade brasileira do tempo.— A. Bosi em História concisa da literatura brasileira